# Kerncentrale Großwelzheim
De kerncentrale Großwelzheim (Heißdampfreaktor Großwelzheim (HDR)) was een experimentele kerncentrale in de buurt van Großwelzheim, een district van de stad Karlstein am Main.
Deze reactor werd gebouwd tussen 1965 en 1969. De splijtstofelementen hadden echter structurele defecten. Daarom werd de reactor, die op 14 oktober 1969 in bedrijf was genomen, anderhalf jaar later, op 20 april 1971, weer stilgelegd. Na de sluiting in 1983 werd de faciliteit gebruikt voor reactorveiligheidstests. De ontmanteling is in 1998 voltooid. Op het terrein bevond zich ook de ontmantelde kerncentrale Kahl.
| reactorblok  | reactortype              | netto- vermogen | bruto- vermogen | begindatum projectplanning | commerciële inbedrijfname | project stillegging |
| ------------ | ------------------------ | --------------- | --------------- | -------------------------- | ------------------------- | ------------------- |
| Großwelzheim | kokendwaterreactor (BWR) | 23 MW           | 25 MW           | 1965                       | 1970                      | 20 april 1971       |

In bedrijf: 
-

Gesloten:
Biblis ·
Brokdorf ·
Brunsbüttel ·
Emsland ·
Grafenrheinfeld ·
Greifswald ·
Grohnde ·
Gundremmingen ·
Hamm · 
Isar ·
KNK Karlsruhe ·
Krümmel ·
Lingen ·
Mülheim-Kärlich ·
Neckarwestheim ·
Obrigheim ·
Philippsburg ·
Rheinsberg ·
Stade ·
THTR-300 Hamm-Uentrop ·
Unterweser ·
Würgassen ·

Ontmanteld:
Großwelzheim ·
Jülich · 
Kahl · 
MZFR Karlsruhe · 
Niederaichbach

Nooit in gebruik genomen:
Kalkar ·
Stendal ·
Wyhl